# Caledoniscincus orestes
Caledoniscincus orestes е вид влечуго от семейство Сцинкови (Scincidae). Видът е застрашен от изчезване.

## Разпространение и местообитание
Разпространен е в Нова Каледония.
Обитава гористи местности, планини и храсталаци.